# Cinéma congolais (RC)
Pour les articles homonymes, voir Cinéma congolais.

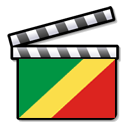
Un clap aux couleurs du drapeau congolais (RC).

Le cinéma congolais (RC) ne commence vraiment à se développer qu'à partir de l'indépendance de la république du Congo en 1960.

## Les premiers temps après l'indépendance: l'émergence d'un cinéma congolais

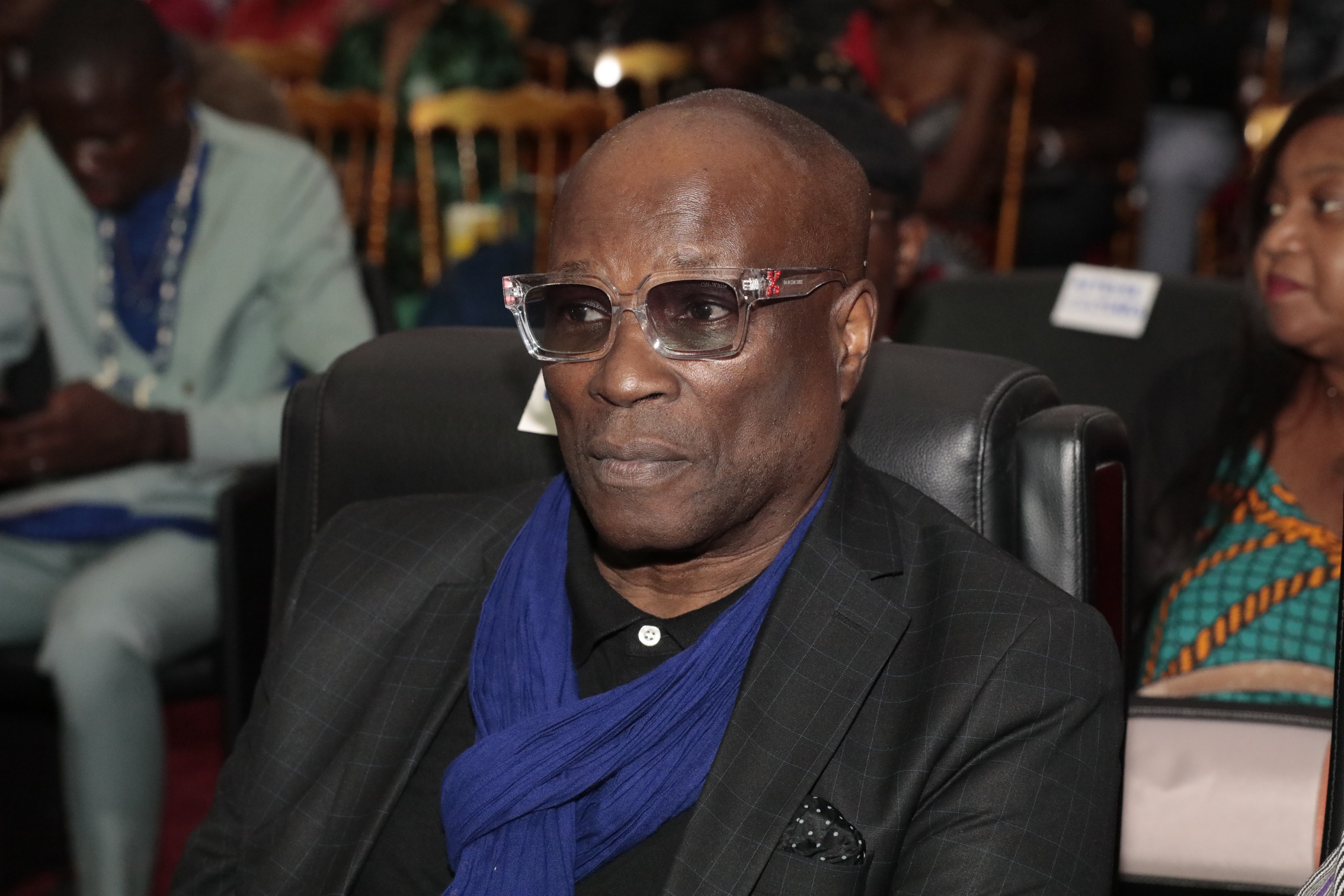
David Pierre Fila

L'un des premiers réalisateurs congolais connus après l'indépendance est Sébastien Kamba. Son premier long métrage, sorti en 1974, La Rançon d'une alliance est aussi le premier long métrage congolais. Parmi les autres grands noms de cette période se trouve aussi Jean-Michel Tchissoukou, avec des films comme La Chapelle (1979) et M'Pongo (1982). David-Pierre Fila réalise des documentaires (Le dernier des Babingas en 1991, Tala tala en 1992) et un film de fiction, Matanga, en 1992.

## Années 1980-1990: la dégradation des conditions de production
Au cours des années 1970, les salles de cinéma sont vendues à des groupes religieux qui s'en servent comme lieux de culte permanents, ce qui amoindrit puis réduit à néant les possibilités de diffusion des films. Pendant les décennies suivantes, la succession rapide de plusieurs régimes politiques et les conflits militaires font perdurer des conditions très défavorables à la production et à la distribution des films.

## Années 1990-2010: vers un réveil du cinéma congolais?
Dans les années 1990 émerge une nouvelle génération de réalisateurs produisant leurs films directement en vidéo : Léandre-Alain Baker, Ferdinand Batsimba Bath, Parfait Doudy, Dieudonné Bashila Kabongo. Le cinéaste Camille Mouyeke parvient cependant à produire des films sur pellicule : L'épreuve du feu en 1992, Les Mavericks en 1998.
Les conditions de production restent très mauvaises dans les années 2000-2010 puisqu'il n'y a toujours pas de salles de cinéma. Le gouvernement ne soutient toujours pas la production ni la culture en général.

### Listes et catégories
- Réalisateurs
- Films